# Andrej Kokot
Andrej Kokot, né le 23 novembre 1936  à  Oberdorf, dans la commune autrichienne de Velden am Wörther See et mort le 7 novembre 2012 à Klagenfurt est un écrivain, poète et traducteur  de la minorité slovène en Carinthie.
Andrej Kokot est expulsé avec sa famille en 1942  par les nazis en raison de son appartenance à la minorité slovène. Dans les années 1942 à 1945, il est interné avec sa famille dans les camps Rehnitz, Rastatt et Gerlachsheim. Son frère, Józek Kokot, est pendu en  septembre 1944  dans le camp de concentration de Mauthausen. Dans les mois de printemps de 1945, la famille retourne à   Köstenberg.
De 1963 à 1980 Andrej Kokot est secrétaire de l' "Association slovène culturel" à Klagenfurt / Celovec et de l'an 1980 à 1991, il travaille comme rédacteur culturel du quotidien de langue slovène "Slovenski Vestnik".
Andrej Kokot travaille aussi  comme traducteur. Il a traduit des textes, notamment  de Peter Handke, Erich Fried et Michael Guttenbrunner en slovène. Andrej Kokot, qui écrit ses ouvrages  en slovène, traduit ses propres œuvres en allemand. 
Il  a reçu le "nagrada Prešernovega sklada, Laibach / Ljubljana 1983".

## Œuvres
- Zemlja molči. Poésie. Klagenfurt/Celovec, Drava, 1969.
- Ura vesti. Poésie. Klagenfurt/Celovec, Drava, 1970.
- Ringaraja. Poèmes pour enfants. Klagenfurt/Celovec, Drava, 1983.
- Das Kind das ich war. (slo. org. „Ko zori Spomin.“) Mémoire de l'expulsion des slovènes de Carinthie  . Klagenfurt/Celovec, Drava, 1996.
- Pastirjevi rajmi. Poèmes en dialecte slovène. Klagenfurt/Celovec, Drava, 1996.
- Koroški rožni venec. Poèmes choisis. Klagenfurt/Celovec, Hermagoras/Mohorjeva, 2001.
- Pozabljeno sonce. Poésie. Klagenfurt/Celovec, Drava, 2007.